# Gilberto Sepúlveda
Gilberto Sepúlveda López (Guasave, 4 februari 1999) is een Mexicaans voetballer die doorgaans als centrale verdediger speelt. Hij stroomde in 2019 door vanuit de jeugd van Chivas Guadalajara. Sepúlveda debuteerde in 2020 in het Mexicaans voetbalelftal.

## Clubcarrière
Sepúlveda speelde in de jeugd van Diablos Azules de Guasave tot hij in 2014 werd opgenomen in de jeugdopleiding van Chivas Guadalajara. Hiervoor debuteerde hij op 9 januari 2019 in het eerste elftal. Coach José Cardozo gaf hem toen een basisplaats in de eerste ronde van de Copa MX, tegen Cimarrones de Sonora. Hij speelde dat seizoen alle zes bekerrondes tot Guadalajara in de kwartfinale verloor van América. Sepúlveda debuteerde op 1 september 2019 in de Liga MX, tegen Cruz Azul (1–1). Hij groeide datzelfde seizoen uit tot basisspeler bij Chivas Guadalajara.

## Clubstatistieken
| Seizoen     | Club               | Competitie  | Competitie | Competitie | Beker | Beker | Internationaal | Internationaal | Totaal | Totaal |
| Seizoen     | Club               | Competitie  | Wed.       | Dlp.       | Wed.  | Dlp.  | Wed.           | Dlp.           | Wed.   | Dlp.   |
| ----------- | ------------------ | ----------- | ---------- | ---------- | ----- | ----- | -------------- | -------------- | ------ | ------ |
| 2018/19     | Chivas Guadalajara | Liga MX     | 0          | 0          | 6     | 0     | —              | —              | 6      | 0      |
| 2019/20     | Chivas Guadalajara | Liga MX     | 18         | 0          | 5     | 0     | —              | —              | 23     | 0      |
| 2020/21     | Chivas Guadalajara | Liga MX     | 35         | 0          | 0     | 0     | —              | —              | 35     | 0      |
| 2021/22     | Chivas Guadalajara | Liga MX     | 26         | 1          | 0     | 0     | —              | —              | 26     | 1      |
| 2022/23     | Chivas Guadalajara | Liga MX     | 40         | 2          | 0     | 0     | —              | —              | 40     | 2      |
| 2023/24     | Chivas Guadalajara | Liga MX     | 2          | 0          | 0     | 0     | —              | —              | 2      | 0      |
| Club totaal | Club totaal        | Club totaal | 121        | 3          | 11    | 0     | 0              | 0              | 132    | 3      |

Bijgewerkt t/m 27 juli 2023.

## Interlandcarrière
Sepúlveda bereikte met Mexico –20 de finale van het CONCACAF-kampioenschap –20 van 2018. Hij scoorde in de groepsfase twee keer tegen Sint-Maarten –20. Twee jaar later won hij met Mexico –23 het Olympische kwalificatietoernooi voor de Olympische Zomerspelen 2020.
Sepúlveda debuteerde op 1 oktober 2020 in het Mexicaans voetbalelftal. Bondscoach Gerardo Martino liet hem toen in de 78e minuut invallen voor César Montes tijdens een met 3–0 gewonnen oefeninterland tegen Guatemala. Martino nam hem een jaar later mee naar de Gold Cup 2021. Hij viel dat toernooi in tijdens een groepswedstrijd tegen Guatemala en in de finale tegen Amerika.